# Georg Hermes
Georg Hermes (Dreierwalde, Westfalen, 22 april 1775 – Bonn, 26 mei 1831) was een Duits rooms-katholiek theoloog.
Georg Hermes volgde in Münster het gymnasium. Na zijn examen studeerde hij aan de Universiteit van Münster. Aan beide instellingen heeft hij achteraf ook lesgegeven.
In 1820 werd hij tot hoogleraar in de theologie aan de Universiteit van Bonn benoemd, waar hij elf jaar later overleed. Hermes had een toegewijde groep van volgelingen, de meest opmerkelijke daarvan was Peter Joseph Elvenich (1796-1886), die in 1829 hoogleraar in Breslau werd en die zich in 1870 aansloot bij de Oud-Katholieke Kerk.
Naar Hermes werd een naar verhouding liberale richting in de rooms-katholieke ethiek en exegese, het hermesianisme genoemd. Deze opvatting vond brede steun bij liberalen in o.a. Pruisen. Een van de punten in Hermes' opvattingen was een naar verhouding liberaal standpunt inzake gemengde huwelijken, i.c. huwelijken tussen  protestanten en katholieken. In de periode 1815-1840 waren naar verhouding veel huwelijken gesloten tussen protestantse mannen, veelal militairen, en katholieke jonge vrouwen. Hermes, en ook de Pruisische overheid, stelden zich op het standpunt, dat, tenzij beide echtelieden anders overeenkwamen, het echtpaar na het huwelijk behoorde tot de kerk van de man. In de meeste gevallen werd zo'n echtpaar protestant. De Rooms-Katholieke Kerk, met name het Aartsbisdom Keulen, binnen welks gebied zich veel gemengde huwelijken voordeden, zag hier een protestantisering van haar gebied in. In 1836 waren Georg Hermes' geschriften al door de Kerk op de Index van verboden boeken geplaatst. Het conflict escaleerde verder, en van 1837-1839 werd de zeer conservatieve aartsbisschop van Keulen, Clemens August Droste zu Vischering, zelfs voor twee jaar onder huisarrest geplaatst. In 1840 gaf de nieuwe koning Pruisen,van  Frederik Willem IV van Pruisen een weinig toe. Onder de bevolking van met name het huidige Noordrijn-Westfalen ontstond een tamelijk militant en orthodox katholicisme, gekenmerkt door afkeer van staatsbemoeienis met religieuze zaken. Deze beweging , religieus conservatief, maar politiek liberaal, was een van de aanleidingen tot de Maartrevolutie (1848/49).